# Петти-Фицморис, Чарльз Морис, 9-й маркиз Лансдаун
Чарльз Морис Петти-Фицморис, 9-й маркиз Лансдаун (англ. Charles Maurice Petty-Fitzmaurice, 9th Marquess of Lansdowne; род. 21 февраля 1941 года) — британский пэр и вице-лорд-лейтенанта Уилтшира (2012—2016). С 1944 по 1999 год но носил титул учтивости — граф Шелберн.

## Титулатура
- 9-й маркиз Лансдаун, графство Сомерсет (Пэрство Великобритании) с 25 августа 1999 года
- 10-й граф Шелберн, графство Уэксфорд (Пэрство Ирландии) с 25 августа 1999 года
- 9-й граф Уиком из Чеппинг-Уиком (Пэрство Великобритании) с 25 августа 1999 года
- 10-й граф Керри (Пэрство Ирландии) с 25 августа 1999 года
- 9-й виконт Калн и Калстон, графство Уилтшир (Пэрство Великобритании) с 25 августа 1999 года
- 10-й виконт Кланморис (Пэрство Ирландии) с 25 августа 1999 года
- 10-й виконт Фицморис (Пэрство Ирландии) с 25 августа 1999 года
- 28-й барон Керр и Ликсно (Пэрство Ирландии) с 25 августа 1999 года
- 10-й барон Данкерон (Пэрство Ирландии) с 25 августа 1999 года
- 10-й лорд Уиком, барон Чеппинг-Уиком, графство Бакингемшир (Пэрство Великобритании) с 25 августа 1999 года[4]

## Ранняя жизнь
Он родился 21 февраля 1941 года. Старший сын Джорджа Петти-Фицмориса, 8-го маркиза Лансдауна (1912—1999), консервативного политика и землевладельца, и его первой жены Барбары Демпси Чейз (1918—1965), дочери Гарольда Стюарта Чейза из Санта-Барбары, Калифорния. Его отец унаследовал титул маркиза (и поместье Боувуд-хаус в Уилтшире) от своего двоюродного брата, 7-го маркиза Лансдауна, который был убит в бою в 1944 году. В том же 1944 году, когда его отец стал маркизом, Чарльз Петти-Фицморис получил титул учтивости — граф Шелберн. Он получил образование в Итонском колледже и был почетным пажом королевы Елизаветы II в 1956—1957 годах.

## Карьера
Лорд Шелбурн служил в Кенийском полку с 1960 по 1961 год. В 1962 году он стал вторым лейтенантом Королевских йоменов Уилтшира , а в 1971 был переведен в чине поручика в Королевские йомены, прикрепленные к Королевскому бронетанковому корпусу.
Чарльз Петти-Фицморис был членом Совета сельского округа Калн и Чиппенхэм с 1964 по 1973 год, президентом Ассоциации игровых полей Уилтшира с 1965 по 1974 год, членом Совета округа Уилтшир с 1970 по 1985 год и членом совета округа Северный Уилтшир с 1973 по 1976 год. Он был председателем сельского окружного совета Кална и Чиппенхэма с 1970 по 1973 год и окружного совета Северного Уилтшира с 1973 по 1976 год. Лорд Шелбурн также был членом Совета по экономическому планированию Юго-Запада с 1972 по 1977 год и в тот же период возглавлял его Рабочий комитет по модели расселения населения. Он был членом Комиссии по историческим зданиям и памятникам (Английское наследие) с 1983 по 1989 год; заместителем президента Ассоциации исторических домов с 1986 по 1988 год и президентом с 1988 по 1993 год; президентом Юго-Западного туризма с 1989—2006 годов; президентом Уилтширской ассоциации клубов для мальчиков и молодежных клубов с 1976 по 2003 год; и президентом Консервативной ассоциации Северного Уилтшира с 1986 по 1989 год.
В 1990 году Чарльз Петти-Фицморис был назначен заместителем лейтенанта Уилтшира и занимал должность вице-лорда-лейтенанта Уилтшира с 2012 по 2016 год. Он занимал пост президента Фонда исторических зданий Уилтшира с 1994 года и партнерства на канале Уилтс и Беркса с 2001 года.
На парламентских выборах 1979 года Чарльз Петти-Фицморис баллотировался от Северо-востока Ковентри от консерваторов, заняв второе место после лейбориста Джорджа Парка.
25 августа 1999 года его отец умер, и он стал 9-м маркизом Лансдауном и членом Палаты лордов Великобритании.
В 2001 году лорд Лансдаун был назначен лейтенантом Королевского Викторианского ордена, вскоре после ухода в отставку в качестве члена Совета принца герцогства Корнуолл (1996—2001).

## Семья
9 октября 1965 года Чарльз Петти-Фицморис женился первым браком на леди Фрэнсис Хелен Мэри Элиот (6 марта 1943 — 6 января 2004), дочери Николаса Элиота, 9-го графа Сент-Джерманса, И Хелен Мэри Вильерс. Супруги развелись в 1987 году, родив четверых детей:
- Леди Арабелла Хелен Мэри Петти-Фицморис, ныне леди Арабелла Холдейн Анвин (род. 30 августа 1966), в 1993 году вышла замуж за Руперта Уильяма Холдейна Анвина. Трое детей.
  - Абрам Артур Джордж Холдейн Анвин (род. 15 ноября 1996)
  - Гала Эллен Теадора Холдейн Анвин (род. 11 августа 1998)
  - Эви Мэй Гермиона Холдейн Анвин (род. 25 января 2001)
- Леди Рейчел Барбара Вайолет Петти-Фицморис (род. 30 января 1968 года), с 1991 года замужем за Джеймсом Спикернеллом (род. 1965) и имеет четверых детей:
  - Бенджамин Томас Ричард Спикернелл (род. 15 сентября 1994)
  - Фредерик Чарльз Уильям Спикернелл (род. 16 октября 1996)
  - Оливия Спикернелл (род. 4 марта 1999)
  - Джемайма Спикернелл (род. 3 мая 2001)
- Саймон Генри Джордж Петти-Фицморис, граф Керри (род. 24 ноября 1970), женился на Надин Ментор в январе 2016 года и имеет одного сына:
  - Джордж Генри Чарльз Петти-Фицморис, виконт Калн и Калстоун (род. 3 февраля 2020)[14]
- Лорд Уильям Николас Чарльз Петти-Фицморис (род. 25 сентября 1973), женился (обручен 29 апреля 2003 года, женат в 2004 году) на Ребекке Сэнсам (род. 1982) из Чиппенхема, Уилтшир[15][16]. У них три дочери:
  - Зара Фрэнсис Элейн Петти-Фицморис, (род. 1 ноября 2006)
  - Айла Мэри Роуз Петти-Фицморис (род. 30 августа 2008)[17]
  - Александра Джейн Кэролайн Петти-Фицморис (Лекси) (род. 20 ноября 2013).

В 1987 году лорд Лансдаун женился вторым браком на Фионе Мэри Мерритт (род. 1954), дочери Дональда Мерритта и леди Дэвис, дизайнере интерьеров, известной по её замужней фамилии Фиона Шелбурн.
Наиболее вероятным наследником титула является Саймон Петти-Фицморис, граф Керри (род. 1970), старший сын маркиза Лансдауна.